# Canton du Pellerin
Le canton du Pellerin est une ancienne circonscription électorale française, située dans le département de la Loire-Atlantique (région Pays de la Loire).

## Histoire
- De 1833 à 1848, les cantons de Bourgneuf et du Pellerin avaient le même conseiller général. Le nombre de conseillers généraux était limité à 30 par département[1].

## Administration

### Conseillers généraux de 1833 à 2015
| Période         | Période      | Identité                               | Étiquette           | Qualité |
| --------------- | ------------ | -------------------------------------- | ------------------- | --- |
| 1833            | 1839         | Félix Cossin (1798-1854)               |                     | Ancien capitaine de la Garde Nationale Propriétaire à Nantes                                                    |
| 1839            | 1848         | François Bruère                        |                     | Propriétaire, adjoint au maire de Bourgneuf                                                                     |
| 1848            | 1853 (décès) | Aristide Locquet de Grandville         | Droite              | Ancien officier, propriétaire à Port-Saint-Père, conseiller d'arrondissement Représentant du peuple (1848-1851) |
| 1853            | 1867         | Claude Camille Brillaud de Laujardière |                     | Maire de Cheix-en-Retz                                                                                          |
| 1867            | 1871         | René de Villechèze                     |                     | Maire du Pellerin                                                                                               |
| 1871            | 1907 (décès) | Victor Boquien                         | Républicain         | Maire d'Indre (1871-1907)                                                                                       |
| 1907            | 1917 (décès) | Francis Guérin                         |                     | Maire du Pellerin                                                                                               |
| 1917            | 1919         | siège vacant                           |                     | |
| 1919            | 1940         | Comte Paul de La Ruelle                | Conservateur-PSF    | Propriétaire du château de Moulin-Henriet Maire de Sainte-Pazanne (1910-1940)                                   |
|                 |              |                                        |                     | |
| 1945            | 1951         | Paul Greslé                            | MRP puis DVD        | Maire de Sainte-Pazanne                                                                                         |
| 1951            | 1964 (décès) | Georges Judic                          | UDSR puis Centriste | Ingénieur et entrepreneur au Pellerin                                                                           |
| 18 octobre 1964 | 1988         | Francis Lambourg                       | DVD puis UDF        | Industriel Maire de La Montagne (1965-1969)                                                                     |
| 1988            | 1994         | Moïse Landreau                         | PS                  | Premier adjoint au maire de Saint-Jean-de-Boiseau                                                               |
| 1994            | 2001         | Joseph Thomas                          | UDF                 | Ingénieur agricole Maire de Port-Saint-Père (1979-2008) Suppléant du député Pierre Hériaud (2002 à 2007)        |
| 2001            | 2015         | Daniel Morisson                        | PS                  | Technicien chimiste Maire du Pellerin (1995-2008)                                                               |

### Conseillers d'arrondissement (de 1833 à 1940)
Le canton du Pellerin avait deux conseillers d'arrondissement.
Il appartenait à l'arrondissement de Paimbœuf jusqu'à sa disparition en 1926.
| Période                                  | Période | Identité                        | Étiquette   | Qualité |
| ---------------------------------------- | ------- | ------------------------------- | ----------- | --- |
| 1833                                     | 1836    | Jean-Baptiste Joyau (1797-1883) |             | Propriétaire, maire du Pellerin                                                                             |
| 1833                                     | 1839    | Jean Anne Taffu                 |             | Armateur, négociant, maire de Port-Saint-Père                                                               |
| 1836                                     | 1842    | M. Cuissart                     |             | Propriétaire à Nantes                                                                                       |
| 1842                                     | 1848    | Aristide Locquet de Grandville  |             | Militaire, maire de Port-Saint-Père                                                                         |
|                                          |         |                                 |             | |
| 1910                                     | 1919    | Pierre Bernier                  | Radical     | Agriculteur, éleveur, herbager, maire de Rouans                                                             |
| 1919                                     |         | Pierre Delormeau                |             | Docteur en médecine à La Montagne                                                                           |
|                                          | 1940    | Jean Brédeloup                  | Rad.        | Greffier de la justice de paix, adjoint au maire du Pellerin                                                |
| 1925                                     | 1940    | Émile Chocteau (1858-1944)      | Républicain | Maire de Port-Saint-Père Décédé en 1944                                                                     |
| 1940                                     |         |                                 |             | Les conseils d'arrondissement ont été suspendus par la loi du 12 octobre 1940 et n'ont jamais été réactivés |
| Les données manquantes sont à compléter. |         |                                 |             | |

## Composition
Les données présentées sont issues des études de l'Insee.
| Nom                     | Code Insee | Intercommunalité             | Superficie (km2) | Population (dernière pop. légale) | Densité (hab./km2) |
| ----------------------- | ---------- | ---------------------------- | ---------------- | --------------------------------- | ------------------ |
| Le Pellerin (chef-lieu) | 44120      | Nantes Métropole             | 30,65            | 4 841 (2014)                      | 158                |
| Cheix-en-Retz           | 44039      | CA Pornic Agglo Pays de Retz | 8,34             | 1 008 (2014)                      | 121                |
| La Montagne             | 44101      | Nantes Métropole             | 3,64             | 5 995 (2014)                      | 1 647              |
| Port-Saint-Père         | 44133      | CA Pornic Agglo Pays de Retz | 32,57            | 2 877 (2014)                      | 88                 |
| Rouans                  | 44145      | CA Pornic Agglo Pays de Retz | 37,73            | 2 807 (2014)                      | 74                 |
| Saint-Jean-de-Boiseau   | 44166      | Nantes Métropole             | 11,40            | 5 508 (2014)                      | 483                |
| Sainte-Pazanne          | 44186      | CA Pornic Agglo Pays de Retz | 41,56            | 6 371 (2014)                      | 153                |
| Vue                     | 44220      | CA Pornic Agglo Pays de Retz | 19,51            | 1 590 (2014)                      | 81                 |

## Démographie
| 1962   | 1968   | 1975   | 1982   | 1990   | 1999   | 2006   | 2011   | 2012   |
| ------ | ------ | ------ | ------ | ------ | ------ | ------ | ------ | ------ |
| 15 991 | 16 736 | 17 700 | 20 041 | 21 461 | 23 423 | 26 665 | 29 188 | 29 750 |